# 鄧訓
鄧訓（39—92年），字平叔。南阳新野（今河南新野）人。東漢軍事人物。

## 生平
鄧訓是太傅高密侯鄧禹第六子。少有大志，厭文尚武，鄧禹罵他不肖。汉明帝初年（58年）為郎中。此外鄧訓還擔任過謁者，治理河道。汉章帝時，鄧訓任烏桓校尉。歷官張掖太守。永元元年（89年），取代張紆為護羌校尉，進駐臨羌城（今黃源縣城東），離間羌人，採取安撫政策，又發兵進攻大、小榆谷（青海貴德西境），邓训发湟中兵六千，至归义城（今青海贵德黄河北岸尕让村），為黄河所阻，命兵士“缝革为船，置于稗上，以渡河”，擊破羌豪迷唐，迷唐敗走頗岩谷。鄧訓能與士卒同甘苦，士大夫多附之。永元四年（92年），病卒，河湟族在土楼山建圣贤神祠。有女鄧綏，為漢和帝之皇后。